# Mur (rivier)
De Mur ([muːʁ]; Sloveens, Servo-Kroatisch en Hongaars: Mura, Prekmurees: Müra, Möra — [muːɾɑ] respectievelijk [muːrɑ]) is een rivier in Oostenrijk, Slovenië, Kroatië en Hongarije.
Hij kent zijn oorsprong in de Lungau in de Oostenrijkse deelstaat Salzburg, loopt als belangrijkste rivier door de deelstaat Stiermarken, vormt enige tijd de Oostenrijks-Sloveense grens, stroomt dan door Slovenië, vormt een stuk de Sloveens-Kroatische grens en ten slotte de Kroatisch-Hongaarse grens en mondt na 454 kilometer bij het Kroatische Legrad uit in de Drau (Drava).
De voornaamste stad aan de Mur is Graz. De gebieden Prekmurje in Slovenië en Međimurje in Kroatië danken hun naam aan de rivier. In Međimurje ligt ook het grootste bos dat langs de rivier ligt, het Murščak.
Sinds de 4e eeuw v.Chr. zijn er meldingen van drijvende molens op de Mur, die aangedreven worden en werden door de stroming. Deze techniek werd later overgenomen door de Slaven en weer later de Magyaren. Momenteel zijn er op de Mur nog drie van deze schipmolens te vinden, waarvan alleen die bij Veržej origineel is.
In de Mur zijn ook kleine hoeveelheden goud te vinden, maar onvoldoende voor commerciële exploitatie. Dit goud oefent al sinds zeer lang een grote aantrekkingskracht uit op allerlei avonturiers. Het georganiseerd onderzoeken en exploiteren van het goud en de andere grondstoffen die er te vinden zijn, is pas begonnen in 1772.
- Bibliothèque nationale de France: cb169359554 (data)
- Gemeinsame Normdatei: 4210286-8
- Library of Congress Control Number: sh87002198
- Nationale Bibliotheek van Tsjechië: ge399687
- Nationale Bibliotheek van Israël: 987007529845105171
- Virtual International Authority File: 234353050
- WorldCat: E39PBJhRCg9QDdxPmgqtGGD8YP